# Île Berkner
Pour les articles homonymes, voir Berkner.
L'île Berkner, appelée aussi île Hubley, est la seconde plus grande île de l'Antarctique après l'île Alexandre-Ier.
Située dans le fond de la grande baie que constitue la mer de Weddell, elle est constamment prise dans la banquise et recouverte de neige et de glace. Ses contours précis n'ont pu être connus que par image radar satellite.
Elle mesure 320 km de long pour 135 km de large donnant une superficie de 43 873 km2 (environ la superficie des Pays-Bas). Île montagneuse, elle s'élève jusqu'à 975 mètres d'altitude. Elle est séparée du continent antarctique par la barrière de glace de Filchner, d'une centaine de kilomètres de large. L'île est située sur le 80e parallèle, son point le plus méridional ne se trouve qu'à 1 000 kilomètres environ du pôle Sud, ce qui en fait un lieu de départ de nombreuses missions antarctiques.
L'île Berkner a été découverte par l'équipe américaine de la station Ellsworth sous la direction du capitaine Finn Ronne, de la réserve de l'US Navy lors de l'année internationale de géophysique, durant la saison 1957-1958. L'île a été nommée par le Comité américain pour le conseil sur les noms de l'Antarctique, l'United States Advisory Committee on Antarctic Names ou US-ACAN, en l'honneur du physicien américain Lloyd Berkner, ingénieur dans l'expédition antarctique Byrd de 1928-1930.